# Christoffer Andersson
Mateus-Christoffer Herlander Andersson-Nsimba (*Kalmar, Suecia, 22 de octubre de 1978), futbolista sueco. Juega de defensor y de volante y su primer equipo fue Nybro IF. 

## Selección nacional
Ha sido internacional con la Selección de fútbol de Suecia, ha jugado 24 partidos internacionales.

## Clubes
| Club            | País     | Año       |
| --------------- | -------- | --------- |
| Nybro IF        | Suecia   | 1995-1996 |
| Helsingborgs IF | Suecia   | 1996-2003 |
| Lillestrøm SK   | Noruega  | 2004-2006 |
| Hannover 96     | Alemania | 2006-2007 |
| Helsingborgs IF | Suecia   | 2007-     |